# Alois Vock
Alois Vock (* 19. Mai 1785 in Sarmenstorf; † 15. November 1857 in Solothurn) war ein Schweizer römisch-katholischer Geistlicher, Pädagoge und Historiker.

## Leben
Alois Vock war der Sohn von Johann Anton Vock († 1794), Müller und wuchs, nach dem Tod seines Vaters, bei seinem Onkel Franz Xaver Vock (1752–1828), Professor am Gymnasium Solothurn auf. 
Er besuchte das Gymnasium Solothurn und das dortige Lyzeum, wo er sich mit Robert Glutz von Blotzheim anfreundete.  
Neben seinen religiösen Beweggründen ist bei seiner Berufswahl vermutlich der Gedanke als Priester am weitesten hinaus und am tiefsten erzieherisch wirken zu können entscheidend gewesen, hinzu kam offensichtlich die Hoffnung, noch Zeit für wissenschaftliche Arbeit zu finden, und so studierte er im Anschluss an seine schulische Ausbildung im Herbst 1805 Theologie am Lyzeum Konstanz, das aus einem Jesuitenkollegium hervorgegangen war, sowie an der Universität Landshut; dort hörte er Vorlesungen beim Theologen Johann Michael Sailer, beim Altphilologen Friedrich Ast, beim protestantischen Historiker Karl Wilhelm Friedrich von Breyer und bei Anton Michl (Kirchenrecht und Kirchengeschichte).  
In Konstanz lernte er den Generalvikar Ignaz Heinrich von Wessenberg kennen, befreundete sich mit diesem und machte sich dessen religiösen und kirchenrechtlichen Ideen zu eigen.  
Am 10. November 1807 weihte ihn der Nuntius Fabrizio Sceberras Testaferrata in Luzern zum Priester und er wurde nach dem Studium Kaplan in Sarmenstorf, bis er 1808 Pfarrer der katholischen Diaspora-Gemeinde in Bern wurde. 
Im Herbst 1809 wurde er, auf Empfehlung von Johann Michael Sailer und Ignaz Heinrich von Wessenberg beim Präsidenten der Regierungskommission des Kantons Sankt Gallen, Karl von Müller-Friedberg, zum Rektor des neu gegründeten Gymnasium katholischer Fundation in St. Gallen ernannt; gleichzeitig war er als Lehrer für Religion, Philosophie und alte Sprachen tätig. Zu seinen Schülern zählte damals auch der spätere Ständerat des Kantons St. Gallen, Gallus Jakob Baumgartner. 
1812 kam er als Hofmeister und Erzieher in das Haus des französischen Gesandten, Auguste de Talleyrand (1770–1832) nach Bern, um dessen fünfjährigen Sohn zu erziehen. In dieser Zeit nutzte er die Gelegenheit zum Studium der orientalischen Sprachen, zumal die Aussicht bestand, das Auguste de Talleyrand als Gesandter Napoleon Bonapartesnach Konstantinopel gehen und Alois Vock ihn als Sekretär und Dolmetscher begleiten könnte. Gleichzeitig nutzte er seine Stellung und trat als Vermittler zwischen Ignaz Heinrich von Wessenberg und Auguste de Talleyrand auf, mit dessen Hilfe sie hofften, die Lostrennung der Schweiz vom Bistum Konstanz zu verhindern, die von den Urkantonen angestrebt wurde, allerdings wurden diese Hoffnungen durch den Sturz Napoleon verhindert.
Anfang des Jahres 1814 nutzte er die Zeit, um drei Monate lang die Institute von Philipp Emanuel von Fellenberg in Hofwil kennenzulernen, der dort eine ganze Anzahl von Lehr- und Erziehungsanstalten errichtet hatte und mit dessen Schülern Alois Vock griechische und lateinische Autoren las; dort lernte er auch den späteren Rektor der Kantonsschule Aarau, Rudolf Rauchenstein, kennen. 
Am 9. Mai 1814 war er zum Pfarrer der 1803 neu geschaffenen Pfarrei Aarau gewählt worden, nachdem sein Vorgänger Victor Keller als Stiftsdekan nach Zurzach befördert worden war. Die Pfarrei war 1803 in der rein protestantischen Stadt vom Staat für die katholischen Behördenangestellten und Staatsbeamten sowie ihre Familien gegründet worden und umfasste in den ersten Jahrzehnten, ausser diesen, noch Dienstboten und Handwerksgesellen; die Pfarrei gehörte zu den ersten katholischen Diasporapfarreien der Schweiz und nutzte für den Gottesdienst die reformierte Stadtkirche Aarau. Unter seinen Zuhörern befanden sich auch Protestanten, weil er in seinen Predigten weniger die spezifisch katholischen Dogmen als vielmehr die allgemein christlichen Wahrheiten behandelte; ihm war auch ein gutes Verhältnis zwischen den Konfessionen sehr wichtig. Alois Vock blieb dort bis 1830 und wurde in dieser Zeit 1826 Dekan des Landkapitel Mellingen und versuchte in dieser Aufgabe eine kantonale Pastoralgesellschaft zu begründen, um die Geistlichen zur steten Weiterbildung anzuregen. 
Im Jahr 1814 wurde er von der Regierung in den kantonalen Schulrat und 1815 in die Kantonsschuldirektion berufen und gab an der Kantonsschule auch selbst Religionsunterricht und stellvertretungsweise Unterricht in Latein und Griechisch. Durch ihn wurden auch Ernst Münch, Josef Anton Sebastian Federer (1794–1868) und Joseph Eutych Kopp auf Lehrerstellen im Kanton Aargau berufen. 
1830 wurde er erster residierender Domherr des reorganisierten Bistums Basel in Solothurn sowie 1832 Domdekan. 
In seiner Heimat Sarmenstorf wurde er am 19. November 1857 zu Grabe getragen. Seine umfangreiche Bibliothek ist durch Schenkung der Erben in die aargauische Kantonsbibliothek gelangt. 

### Pädagogisches Wirken
In der fast vollständig reformierten, aber toleranten Kantonshauptstadt Aarau suchte er weder die Konfrontation mit der anderen Konfession, noch sonderte er sich ab; er stand vielmehr in intensivem Kontakt mit Reformierten und mit den Exponenten des politischen Lebens, namentlich mit dem Bürgermeister Johannes Herzog. Als Mitglied des Kantonsschulrats von 1814 bis 1831 und der Kantonsschuldirektion ab 1815 war er um die Reorganisation der Kantonsschule und den Aufbau des Bildungswesens bemüht, besonders der höheren Ausbildung am Gymnasium. Er war eine der einflussreichsten Persönlichkeiten in diesen beiden Behörden und Vorkämpfer des Lehrerseminars Aargau, das 1822 eröffnet wurde und dessen erster Rektor, auf seine Empfehlung hin, Markus Philipp Jakob Nabholz (1782–1842) wurde.

### Schriftstellerisches Wirken
Bereits in seinen ersten Aarauer Jahren war er gelegentlich Mitarbeiter der, 1821 eingestellten, Aarauer Zeitung. 
1816 versuchte er, zusammen mit Ignaz Paul Vital Troxler und Heinrich Zschokke, mit dem Schweizerischen Museum ein historisch-politische Zeitschrift zu schaffen, es blieb allerdings nur bei der Ausgabe des Jahrgangs 1816. Er selbst steuerte anonym zwei größere Aufsätze bei: 
- Der Kampf zwischen Papsttum und Katholizismus im 15. Jahrhundert;
- Zur Geschichte des schweizerischen Nationalbistums.

Im ersten Aufsatz hat er, mit starker Voreingenommenheit für die Konzilsbewegung des 15. Jahrhunderts, vom Verhalten Roms dieser gegenüber ein einseitig negatives Bild entworfen. Der Aufsatz wurde 1832 von radikaler Seite neu gedruckt und hierbei auch sein Name genannt, dies führte dazu, dass das Werk 1833 von Rom indiziert wurde und er eine öffentlich Erklärung abgab, das er sich dem Urteil Roms unterwerfe und die päpstliche Verurteilung gewisser Sätze seiner Schrift selbst als berechtigt anerkenne. 
Der andere Aufsatz gibt eine sachlich gehaltene, wohldokumentierte Darstellung der Geschichte der Lostrennung des Landes vom Bistum Konstanz und der ersten Verhandlungen über die Reorganisation der schweizerischen Bistumsverhältnisse von 1813 bis Anfang 1816. 
1823 entstand die Zeitschrift in ähnlicher Form als Helvetia, Denkwürdigkeiten für die XXII Freistaaten der schweizerischen Eidgenossenschaft, als Herausgeber zeichnete nun Josef Anton Balthasar, allerdings lag die Redaktion, die es bis 1833 auf acht Bände brachte zeitweilig ganz in den Händen von Alois Vock.
Er selbst veröffentlichte 1830, im 6. Band, seine Arbeit Der große Volksaufstand in der Schweiz oder der sogenannte Bauernkrieg im Jahre 1653, die 1831 und 1837 in zweiter und dritter Auflage als selbständiges Buch nochmals herausgebracht wurde. 
1820 lernte er den Publizisten Joseph Görres kennen, der mehrere Monate als politischer Flüchtling mit seiner Familie in Aarau in seiner Nachbarschaft wohnte, mit dem ihn anfangs eine Freundschaft verband, die sich jedoch aufgrund der kirchlichen Entwicklung von Joseph Görres später wieder auflöste. 
1828 gründete er die Aargauer Zeitung, die von 1831 bis 1847 auch als Neue Aargauer Zeitung erschien, und bis 1858 herausgegeben wurde und eine gemässigt konservative Richtung verfolgte, zu der sich sowohl Reformierte wie auch Katholiken bekannten. Im ersten Jahr übernahm er noch die Redaktion der Zeitung, gab diese aber später an Abraham Emanuel Fröhlich ab. 

### Kirchenpolitisches Wirken
Alois Vock stand der strengkirchlichen, ultramontanen Richtung des Katholizismus ablehnend gegenüber, aber blieb zeitlebens auch ein scharfer Gegner des Radikalismus, vielmehr verharrte er auf dem Standpunkt des politischen Altliberalismus der Zeit vor 1830.
Er wünschte sich eine vom Papsttum möglichst unbeeinflusste freie Entwicklung nationaler Kirchen, weil er dem Wirken Roms und seiner Nuntien mit starkem Misstrauen begegnete und stets nur Eigennutz und Herrschsucht vermutete; dem Papst sollte nur ein Ehrenrang zustehen. Auch wenn er die Stellung des einzelnen Bischofs gegenüber Rom gehoben sehen wollte, war er doch andererseits dafür, dass dieser Bischof von einem gebildeten Domkapitel umgeben war, dem nicht nur die Bischofswahl, sondern auch ein Mitspracherecht bei der Leitung des Bistums zukommen sollte; regelmässig und häufige Diözesansynoden sollten der Demokratisierung der Kirche dienen.
Er vertrat die Ideen von Ignaz Heinrich von Wessenberg, der vom Gallikanismus, Febronianismus und Josephinismus beeinflusst war und warb bei den politisch massgebenden Männern des Kantons Aargau für diese Vorstellungen.
Mit tiefem Bedauern nahm er die Abtrennung der Schweiz vom Bistum Konstanz zur Kenntnis, und als 1816 Aargau einen eigenen Entwurf zu einem Bistum vorlegte, stammte dieser im Wesentlichen von Alois Vock. In dem Entwurf wurde die Gründung eines wenigstens alle schweizerischen Gebiete der bisherigen Bistümer Basel und Konstanz zu einem Bistum Windisch oder Basel vorgeschlagen; die Wahl des Bischofs sollte den Domherren, deren Wahl aber den betreffenden Kantonsregierungen zugedacht werden. Auch die spätere Eingliederung in ein deutsches Erzbistum wurde vorgeschlagen. Die Verhandlungen zwischen den an einer Neuregelung der Bistumsverhältnisse interessierten Kantonen und der römischen Kurie führten in den nächsten Jahren zu keinem positiven Ergebnis.
Als 1819 im Aargau, parallel zu dem reformierten Kirchenrat, ein katholischer Kirchenrat geschaffen wurde, erhielt Alois Vock eine Berufung als Mitglied und Aktuar (Rechtssachverständiger) dieses Rates. damit erhielt er nun die Möglichkeit seine Auffassungen nicht nur durch persönliche Beziehungen, sondern durch seine amtliche Stellung vorzubringen, zumal die Bistumsverhandlungen 1820 in ein entscheidendes Stadium traten. In zahlreichen kirchenrätlichen Berichten und Gutachten an die Regierung äusserte er sich zu schwebenden Fragen, so zum umstrittensten Punkt der Wahlart der aargauischen Domherren, da die Kurie das Wahlrecht einem paritätischen Staatswesen wie Aargau nicht zugestehen wollte. Entgegen seiner Ansichten und Empfehlung nahm die Regierung die von der Kurie vorgeschlagene Lösung an, allerdings versagte der aargauische Grosse Rat am 14. Februar 1828 die Ratifikation des Konkordats. Die hierauf folgenden neuen Verhandlungen mit der Nuntiatur endeten am 5. Juni 1829 mit der Zustimmung des Grossen Rates zum Anschluss an das neue Bistum Basel. Das Recht, die drei aargauischen Domherren zu wählen, wurde dem Bischof zugesprochen, der Regierung hingegen nur zugestanden, bei den Ersatzwahl auf der vom Domkapitel aufgestellten Sechserliste höchstens drei Kandidaten streichen zu dürfen. Die erstmalige Besetzung der Domherrenstellen hatte das Konkordat zudem dem Papst überlassen.
Als Kandidat für das Amt des residierenden Domherrn verwendete sich Bürgermeister Johannes Herzog bei der Nuntiatur, die zwar Bedenken hatte, aber Papst Pius VIII. ernannte ihn im August 1830 zum ersten Residentialkanonikus des Kantons Aargau in Solothurn. Am 29. Februar 1832 folgte seine Ernennung zum Domdekan durch Papst Gregor XVI.
1835 redigierte er die Statuten des Domkapitels, dies führte zu scharfen Auseinandersetzungen zwischen ihm und den solothurnischen Domherren, in denen sich die beiden Parteien in umfangreichen gedruckten Abhandlungen stritten. Er verteidigte seinen Standpunkt in zwei Schriften:
- Kirchenrechtliche Erläuterungen über die Statuten des Domkapitels von Basel. 1837.
- Gegen die Unwahrheiten des 2. Memorandums. 1842.

Fünf Jahre darauf liess er anonym noch die Urkunden zur Geschichte des reorganisierten Bisthums Basel folgen, ebenfalls im Sinne einer Rechtfertigung seiner Auffassungen über Domkapitel und Bistumsverwaltung, bis der Statutenstreit 1855 durch Rom, kurz nach seinem Tod, gegen ihn entschieden wurde.
1854 wurde er noch, als Bischof Joseph Anton Salzmann am 23. April 1854 verstarb, als Nachfolger-Kandidat zur Wahl gestellt. Der aufgestellten und gewählte Kandidat Karl Arnold-Obrist erhielt 10 Stimmen, Alois Vock 2 Stimmen und Burkard Leu 1 Stimme.
Er war zeitlebens einer der schärfsten Kritiker der Kirchenpolitik des Radikalismus, und verurteilte, auch wenn er eine Abneigung gegen das Mönchtum hegte, die Klosteraufhebungen im Aargau, die vom Neffen seiner Schwester, August Keller, gefordert wurden.

## Mitgliedschaften
- In dem 1819 in Aarau gegründeten Bürgerlichen Lehrverein hielt er Abendvorträge über Schweizer Geschichte.
- Er war Mitglied der Bibliothekskommission und nahm regen Anteil am Ausbau der Kantonsbibliothek, mit dessen Vorsteher Josef Anton Balthasar (1761–1837) er in freundschaftliche Beziehungen trat.
- 1826 wurde er zum Präsidenten der Helvetischen Gesellschaft gewählt und hielt am 16. Mai 1827 auf der in Schinznach stattgefundenen Jahresversammlung die Präsidialrede auf den wenige Wochen vorher verstorbenen Johann Heinrich Pestalozzi, mit dem er selbst in persönlicher Beziehung gestanden hatte. Weil sich der politische Radikalimus in der Gesellschaft bemerkbar machte, trat er 1828 wieder aus.

## Schriften (Auswahl)
- Zur Geschichte des schweizerischen National-Bistums. Schweiz, 1816.
- Der Bauernkrieg im Jahr 1653, oder, der grosse Volksaufstand in der Schweiz. Aarau: Christen, 1831.
- Der Kampf zwischen Papstthum und Katholizismus im fuenfzehnten Jahrhundert: Eine Saekularfeier der Kirchenversammlung zu Konstanz (1416). Zürich, 1832.
- Kirchenrechtliche Erläuterungen über die Statuten des Domkapitels von Basel. Solothurn 1838.
- Gegen die Unwahrheiten des zweiten Memorandums: eine Rechtfertigungsschrift. 1842